# Криклейд
Криклейд (англ. Cricklade) — місто в англійському графстві Вілтшир на південному заході Англії.

Чисельність населення становить 4132 чоловік (2001).

Криклейд було засновано у IX столітті, місто є одним з найстаріших у Вілтширі.